# Landing Zones 1 and 2
Landing Zone 1 y Landing Zone 2 (en español: zonas de aterrizaje 1 y 2), también conocidas como LZ-1 y LZ-2 respectivamente, son instalaciones de aterrizaje para recuperar componentes de los vehículos de lanzamiento reutilizables VTVL de SpaceX. LZ-1 y LZ-2 se construyeron en terrenos arrendados en febrero de 2015 de la Fuerza Aérea de los Estados Unidos, en el sitio del antiguo Complejo de Lanzamiento 13 de la Estación de la Fuerza Aérea de Cabo Cañaveral. SpaceX construyó la plataforma de aterrizaje 2 en la instalación para tener una segunda zona de aterrizaje, permitiendo que dos propulsores Falcon Heavy aterricen simultáneamente. 

## Sitio
El sitio es el antiguo Complejo de Lanzamiento 13, que ha sido demolido y reemplazado por dos plataformas de aterrizaje circulares de 86 metros de diámetro y marcadas con una X estilizada del logotipo de la empresa SpaceX.  Cuatro plataformas de aterrizaje adicionales de 46 metros de diámetro se planearon construir para soportar la recuperación simultánea de propulsores adicionales utilizados por el Falcon Heavy, aunque solo se ha construido una plataforma adicional. Las adiciones de infraestructura planificadas para las operaciones de apoyo incluyen caminos mejorados para el movimiento de grúas, un área de pedestal de cohetes, sistemas de extinción de incendios controlados a distancia en caso de falla de aterrizaje y una gran base de concreto, lejos de las futuras tres plataformas de aterrizaje, para unir el propulsor al llevar el cohete de una orientación vertical a horizontal.
Las operaciones en la instalación comenzaron después de siete pruebas de aterrizaje anteriores realizadas por SpaceX, cinco de las cuales involucraron descensos intencionales en el océano abierto, seguidas de dos pruebas de aterrizaje fallidas en una plataforma oceánica. A partir del 2 de marzo de 2015, el letrero de la Fuerza Aérea para LC-13 fue reemplazado brevemente con un letrero que lo identifica como Complejo de aterrizaje. El sitio pasó a llamarse Zona de aterrizaje antes de su primer uso como plataforma de aterrizaje. Elon Musk indicó en enero de 2016 que pensaba que la probabilidad de aterrizajes exitosos para todos los intentos de aterrizaje en 2016 sería aproximadamente del 70 por ciento, con la esperanza de aumentar al 90 por ciento en 2017, y advirtió que la compañía espera algunos fracasos más.
En julio de 2016, SpaceX solicitó permiso para construir dos plataformas de aterrizaje adicionales en la zona de aterrizaje 1 para aterrizar los propulsores de los vuelos de Falcon Heavy.
En mayo de 2017, comenzó la construcción de una segunda plataforma más pequeña, llamada Landing Zone 2. Esta plataforma se encuentra a unos 310 metros al noroeste de la primera plataforma y se utiliza para aterrizar los propulsores laterales de un cohete Falcon Heavy. Para junio de 2017, la plataforma de aterrizaje se modificó con una pintura reflectante de radar, para ayudar con la precisión del aterrizaje.

## Historial de aterrizajes

### Historial detallado
Después de la aprobación de la FAA, SpaceX logró su primer aterrizaje exitoso en el complejo con el vuelo 20 de Falcon 9 el 22 de diciembre de 2015 UTC; esta fue la octava prueba de descenso controlado de una primera etapa de Falcon 9. Un segundo aterrizaje exitoso en LZ-1 tuvo lugar poco después de la medianoche, hora local (EDT) el 18 de julio de 2016, como parte de la misión CRS-9, que fue el vuelo número 27 del Falcon 9. El tercer aterrizaje exitoso fue en la misión CRS-10 el 19 de febrero de 2017, el vuelo número 30 del Falcon 9. La Zona de aterrizaje 2 se utilizó por primera vez en el lanzamiento inaugural de Falcon Heavy el 6 de febrero de 2018, cuando los dos propulsores laterales del cohete se posaron en LZ-1 y LZ-2. 

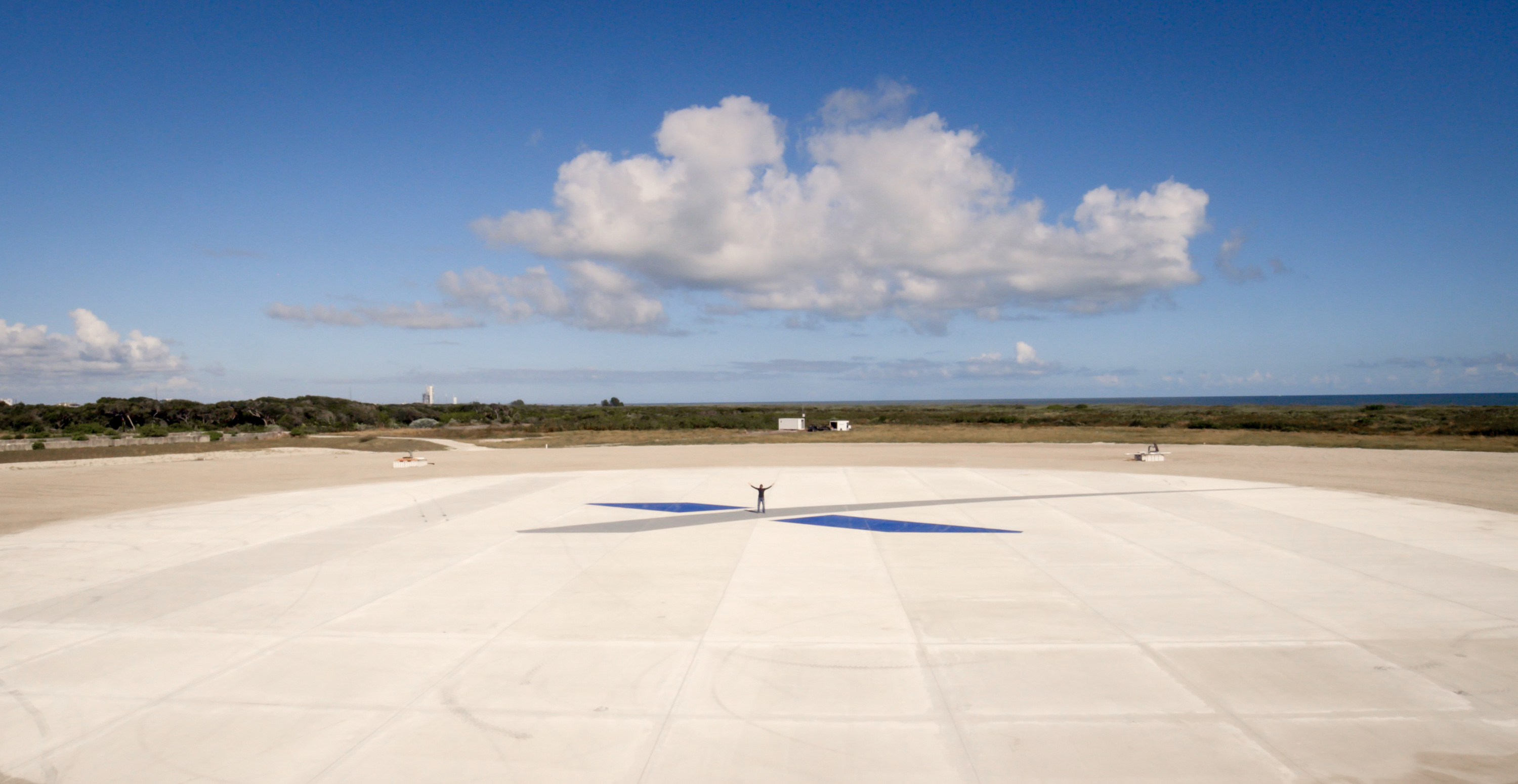
Una persona parada en medio de la pista de aterrizaje principal demuestra su tamaño.
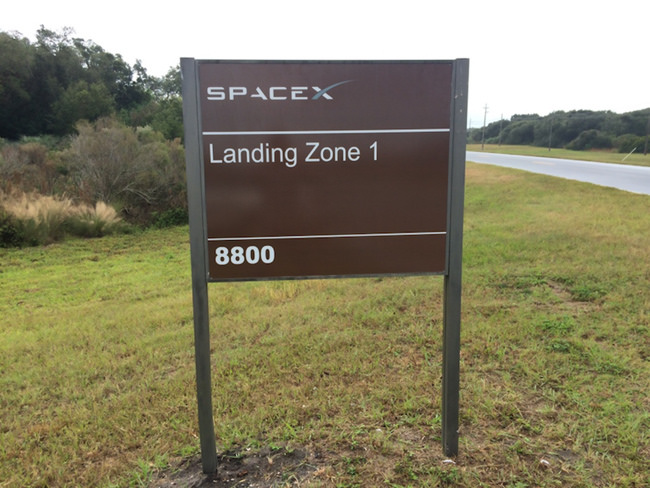
Señal en la entrada al sitio de la zona de aterrizaje 1
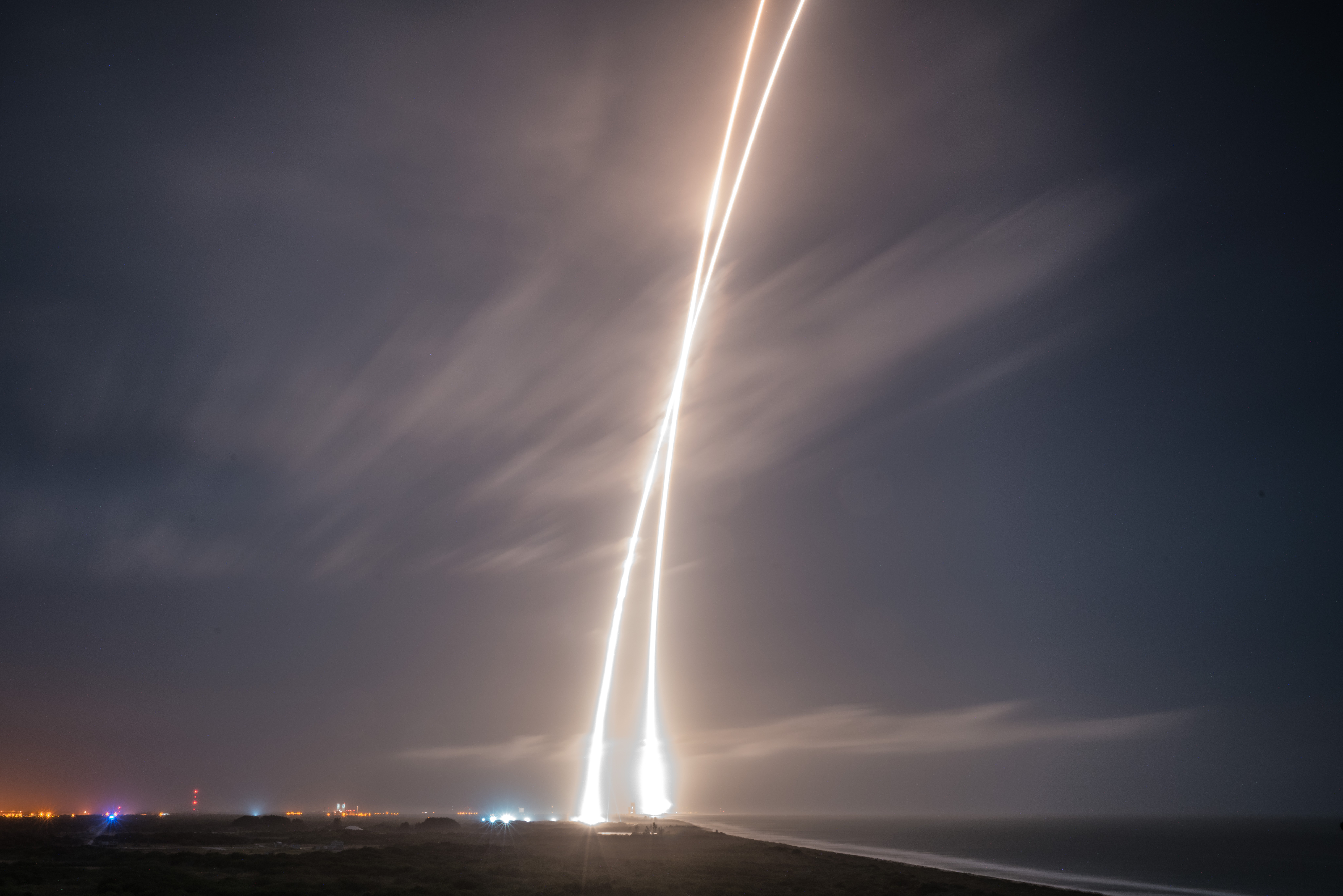
Trazas de lanzamiento y aterrizaje del vuelo 20 del Falcon 9, desde la plataforma de lanzamiento SLC-40 hasta la plataforma de aterrizaje LZ-1
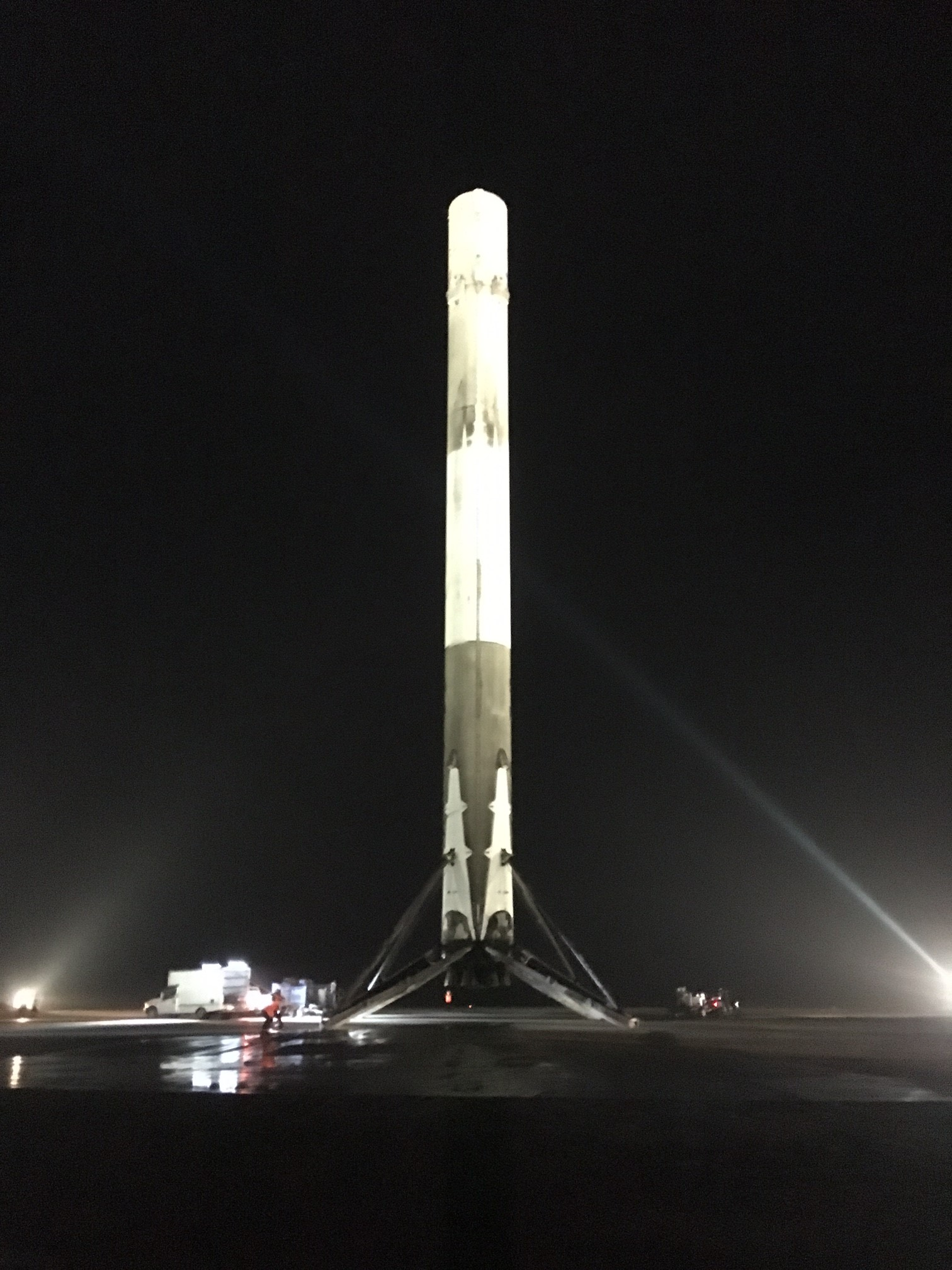
Primera etapa del vuelo 20 del Falcon 9 en la plataforma poco después de aterrizar
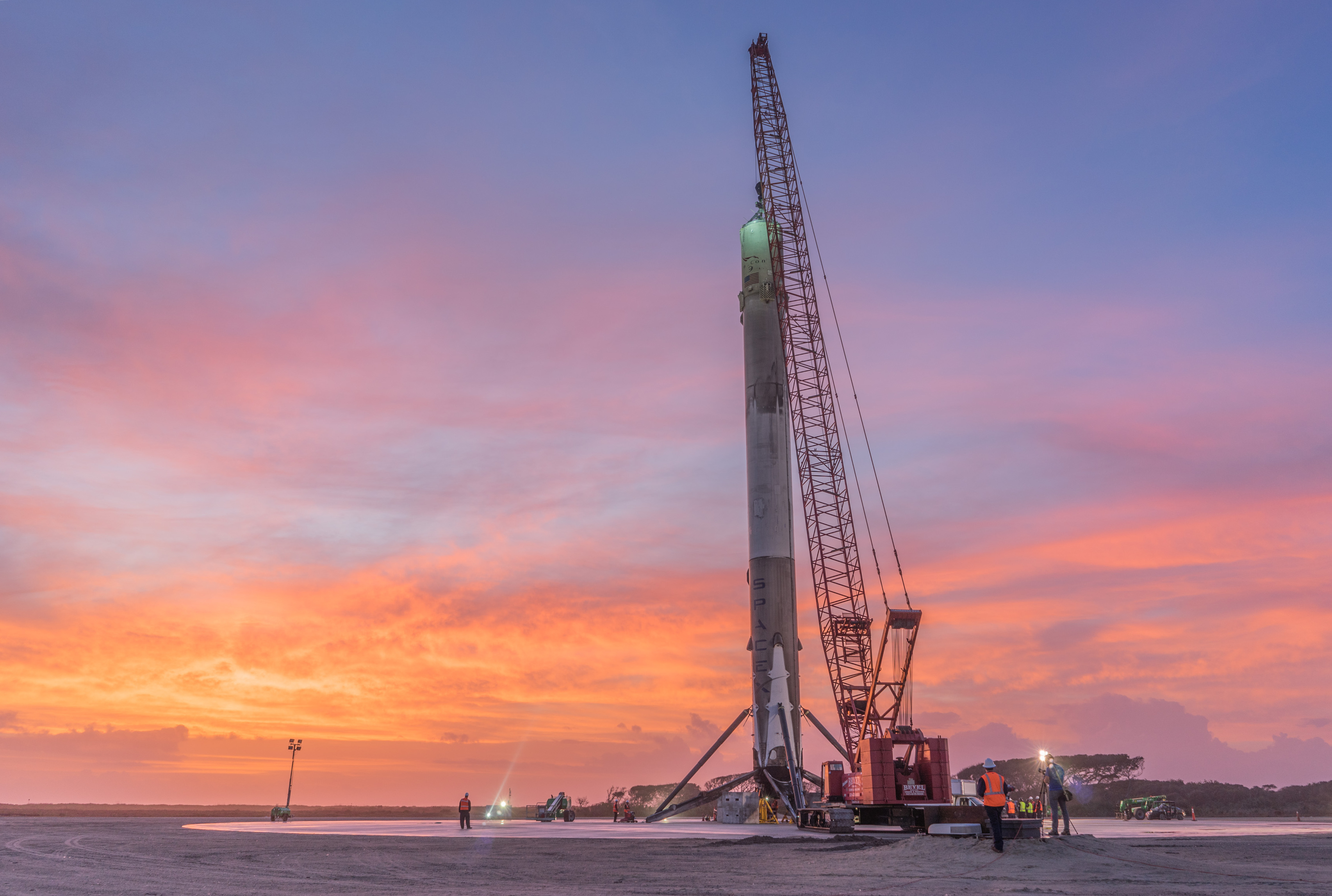
Operaciones de recuperación después del primer aterrizaje del Falcon 9
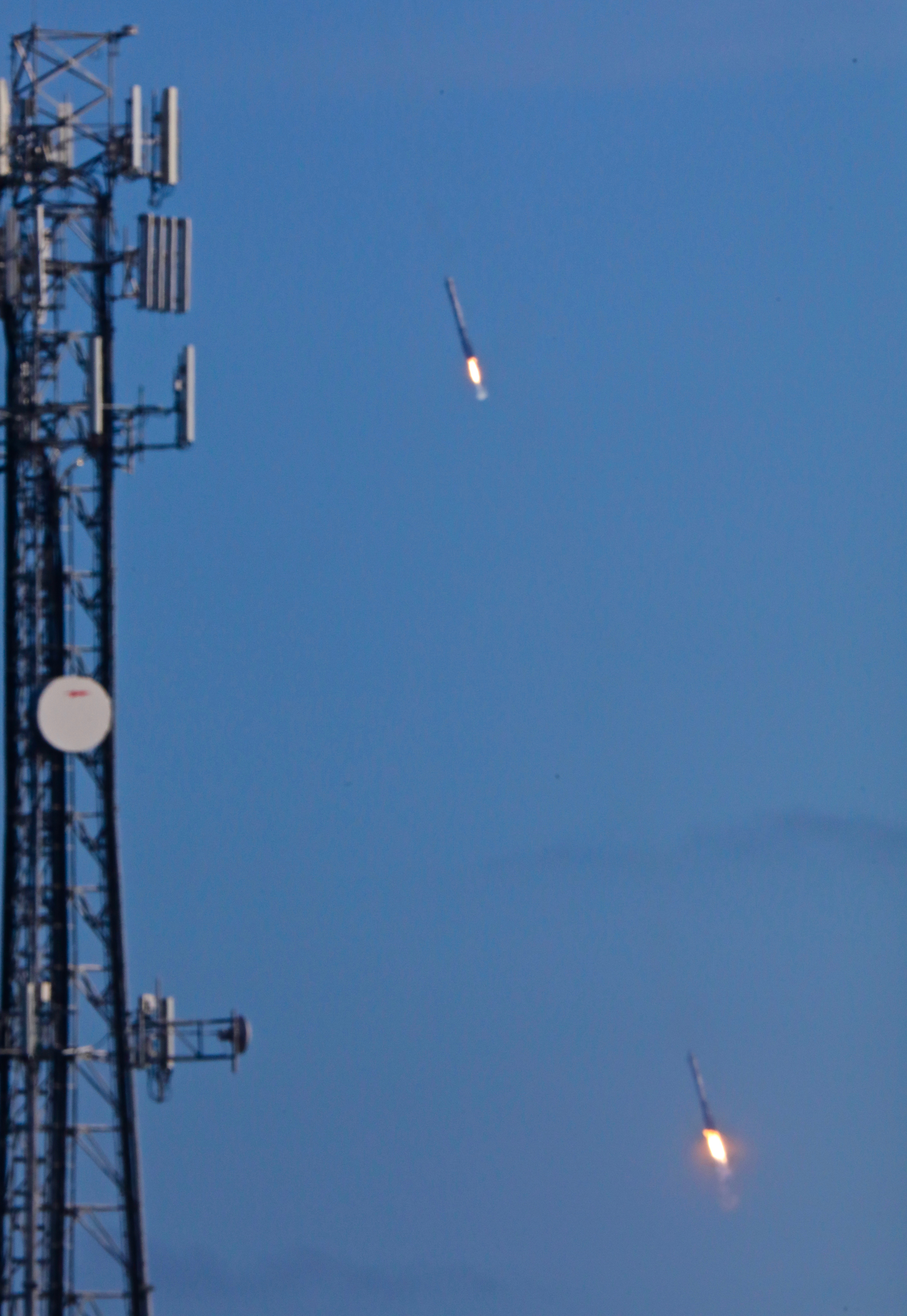
Doble retorno del vuelo 1 de Falcon Heavy

| Fecha (UTC)                    | Misión                      | Lanzador                             | Vuelo n.º | Zona de aterrizaje | Zona de aterrizaje | Aterrizaje | Resultado         | Resultado         |  |
| ------------------------------ | --------------------------- | ------------------------------------ | --------- | ------------------ | ------------------ | ---------- | ----------------- | ----------------- |  |
| 22 de diciembre de 2015, 01:39 | OG2-F2                      | Falcon 9 Full Thrust B1019           | 20        | LZ-1               | LZ-1               |            | Éxito             | Éxito             |  |
| 18 de julio de 2016, 04:53     | SpaceX CRS-9                | Falcon 9 Full Thrust B1025           | 27        | LZ-1               | LZ-1               |            | Éxito             | Éxito             |  |
| 19 de febrero de 2017, 14:47   | SpaceX CRS-10               | Falcon 9 Full Thrust B1031           | 30        | LZ-1               | LZ-1               |            | Éxito             | Éxito             |  |
| 1 de mayo de 2017, 11:24       | NROL-76                     | Falcon 9 Full Thrust B1032           | 33        | LZ-1               | LZ-1               |            | Éxito             | Éxito             |  |
| 3 de junio de 2017, 21:15      | SpaceX CRS-11               | Falcon 9 Full Thrust B1035           | 35        | LZ-1               | LZ-1               |            | Éxito             | Éxito             |  |
| 14 de agosto de 2017, 16:39    | SpaceX CRS-12               | Falcon 9 Full Thrust B1039 (Block 4) | 39        | LZ-1               | LZ-1               |            | Éxito             | Éxito             |  |
| 7 de septiembre de 2017        | OTV-5 (X-37B)               | Falcon 9 Full Thrust B1040 (Block 4) | 41        | LZ-1               | LZ-1               |            | Éxito             | Éxito             |  |
| 15 de diciembre de 2017        | SpaceX CRS-13               | Falcon 9 Full Thrust B1035           | 45        | LZ-1               | LZ-1               |            | Éxito             | Éxito             |  |
| 8 de enero de 2018             | Zuma                        | Falcon 9 Full Thrust B1043 (Block 4) | 47        | LZ-1               | LZ-1               |            | Éxito             | Éxito             |  |
| 6 de febrero de 2018           | Tesla Roadster de Elon Musk | Falcon Heavy B1023, B1025            | FH #1     | LZ-1 B1023         | LZ-2 B1025         |            | Éxito B1023       | Éxito B1025       |  |
| 5 de diciembre de 2018         | SpaceX CRS-16               | Falcon 9 Block 5 B1050               | 65        | LZ-1               | LZ-1               |            | Fallo (amerizaje) | Fallo (amerizaje) |  |
| 11 de abril de 2019            | Arabsat-6A                  | Falcon Heavy B1052, B1053            | FH #2     | LZ-1 B1052         | LZ-2 B1053         |            | Éxito B1052       | Éxito B1053       |  |
| 25 de junio de 2019            | STP-2                       | Falcon Heavy B1052, B1053            | FH #3     | LZ-1 B1052         | LZ-2 B1053         |            | Éxito B1052       | Éxito B1053       |  |
| 25 de julio de 2019            | SpaceX CRS-18               | Falcon 9 Block 5 B1056               | 73        | LZ-1               | LZ-1               |            | Éxito             | Éxito             |  |
| 7 de marzo de 2020             | SpaceX CRS-20               | Falcon 9 Block 5 B1059               | 82        | LZ-1               | LZ-1               |            | Éxito             | Éxito             |  |
| 30 de agosto de 2020           | SAOCOM 1B                   | Falcon 9 Block 5 B1059.4             | 92        | LZ-1               | LZ-1               |            | Éxito             | Éxito             |  |

|19 de diciembre de 2020
NROL-108
|Falcon 9 Block 5 
B1059.4
|92
| colspan="2" |LZ-1
|
|rowspan="" colspan="2" style="background-color:var(--background-color-success-subtle, #d5fdf4); color:inherit;; text-align:center; vertical-align:middle;" | Éxito
|
|}